# فروچو آمندولا
فروچو آمندولا (به ایتالیایی: Ferruccio Amendola) (زاده ۲۲ ژوئیهٔ ۱۹۳۰-درگذشته ۳ سپتامبر ۲۰۰۱) بازیگر ایتالیایی بود.
از فیلم‌های معروف او می‌توان به بازی در سه ببر در برابر سه ببر، همه چیز برای من اتفاق می‌افتد، راهزن دمشق و یک توپ و یازده مرد اشاره کرد.

## مرگ
آمندولا بر اثر سرطان گلو در رم درگذشت. او در کامپو ورانو به خاک سپرده شد.